# Malbaza (Departement)
Malbaza ist ein Departement in der westafrikanischen Region Tahoua in Niger.

## Geographie

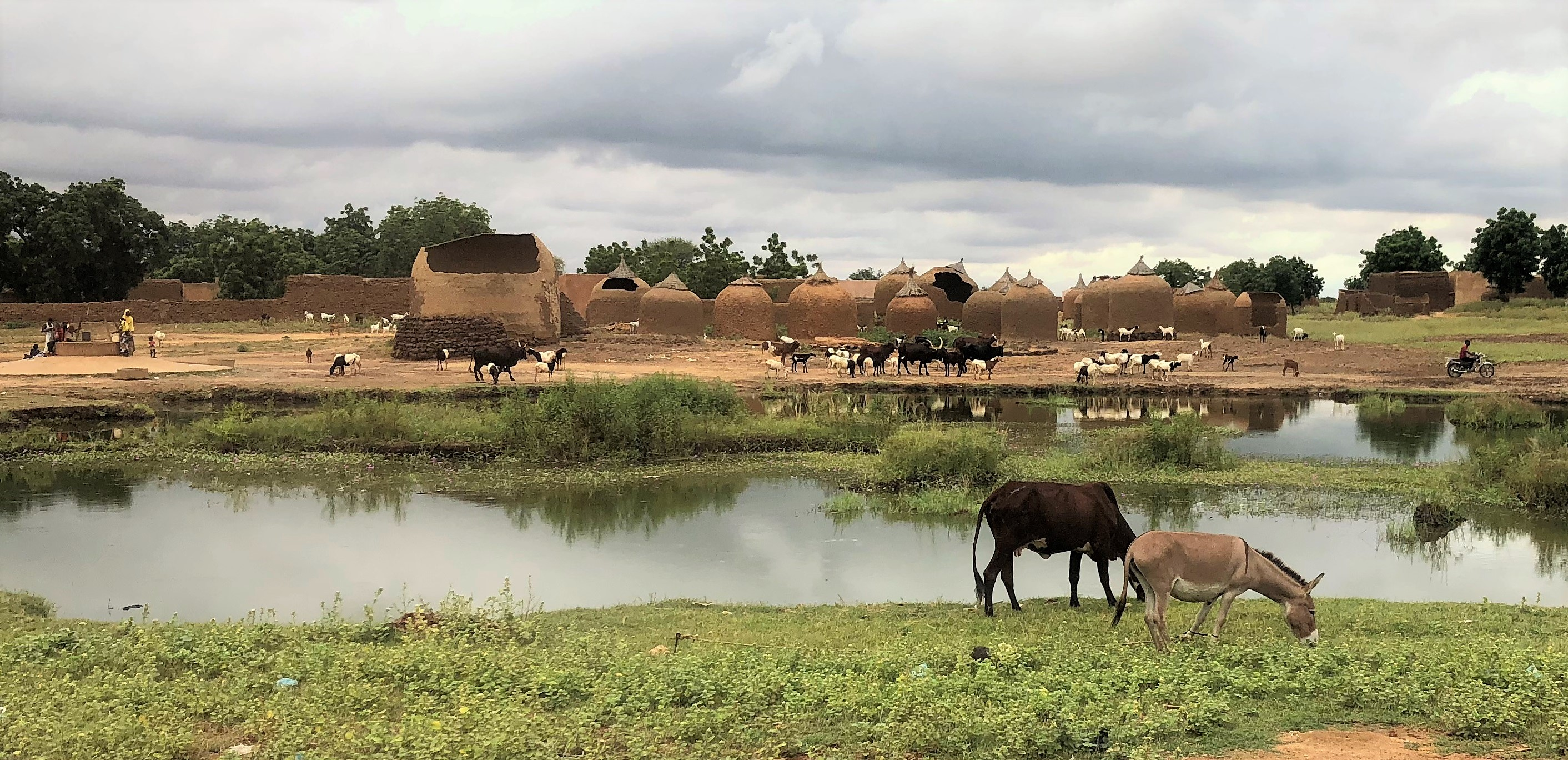
Blick auf das Dorf Salewa im Departement Malbaza (2019)

Das Departement liegt im Süden des Landes und grenzt an Nigeria. Es besteht aus den Landgemeinden Doguérawa und Malbaza. Der namensgebende Hauptort des Departements ist Malbaza.

## Geschichte
Das Departement geht auf den Verwaltungsposten (poste administratif) von Doguérawa zurück, der 1964 eingerichtet und 1973 nach Malbaza verlegt wurde. 2011 wurde der Verwaltungsposten aus dem Departement Birni-N’Konni herausgelöst und zum Departement Malbaza erhoben.

## Bevölkerung
Das Departement Malbaza hat gemäß der Volkszählung 2012 232.407 Einwohner. Von 2001 bis 2012 stieg die Einwohnerzahl jährlich durchschnittlich um 3,6 % (landesweit: 3,9 %).

## Verwaltung
An der Spitze des Departements steht ein Präfekt (französisch: préfet), der vom Ministerrat auf Vorschlag des Innenministers ernannt wird.
| Amtszeit                      | Name                          |
| ----------------------------- | ----------------------------- |
| 29. Feb. 2012 – 20. Dez. 2013 | Nafa Nmeba                    |
| 20. Dez. 2013 – 29. Jul. 2016 | Egou Moha (alias Moha Eggour) |
| 29. Jul. 2016 – 9. Mai 2017   | Amadou Kané                   |
| 9. Mai 2017 – 14. Mai. 2018   | Oumarou Ibro                  |
| 14. Mai. 2018 – 8. Nov. 2021  | Marafa Tankari                |
| 8. Nov. 2021 – 21. Sep. 2023  | Achirou Batouré               |
| seit 21. Sep. 2023            | Amadou Issaka Alou            |